# 53537 Zhangyun
53537 Zhangyun è un asteroide della fascia principale. Scoperto nel 2000, presenta un'orbita caratterizzata da un semiasse maggiore pari a 2,4489740 au e da un'eccentricità di 0,0796713, inclinata di 4,83790° rispetto all'eclittica.